# 郭輔唐
郭輔唐（?—?），陝西省渭南縣人，清朝政治人物、進士出身。
光緒三十年，會試第70名；殿試登進士三甲第142名，后事不詳。